# Das zweite Leben des Monsieur Manesquier
Das zweite Leben des Monsieur Manesquier (Originaltitel L’Homme du train) ist ein französisch-deutsch-britisch-schweizerischer Spielfilm von Patrice Leconte aus dem Jahr 2002.

## Handlung
Ein Fremder steigt in einem französischen Dorf aus einem Zug. Weil er Migräne hat, sucht er eine Apotheke auf, wo er dem pensionierten Lehrer Manesquier begegnet. Manesquier lebt allein in einer vernachlässigten Villa mit großem Garten. Er soll sich in den nächsten Tagen einer Bypass-Operation unterziehen. Milan, so heißt der Fremde, beschafft sich sein Geld üblicherweise durch Banküberfälle. Die beiden kommen ins Gesprach, und da Milan im Dorf keine Unterkunft findet, nimmt Manesquier ihn bei sich auf. Sie lernen sich in Gesprächen näher kennen und jeder kann sich vorstellen, das Leben des anderen zu führen: Milan hätte gern ein ruhiges Leben, Mannesquier glaubt, ein wildes Leben versäumt zu haben. Bei einem gemeinsamen Restaurantbesuch legt sich Manesquier mit einem der jungen Gäste an, die an der Bar herumpöbeln, der aber in ihm seinen früheren, sehr respektierten Lehrer wiedererkennt und ihn erfreut begrüßt.
Am nächsten Morgen trifft Milan auf seinen alten Kumpel Sadko, der ihm vorschlägt, die örtliche Bank auszurauben. Mit von der Partie sind der Chauffeur Max und Luigi, ein Alkoholiker und alter Freund von Milan. Milan sagt zögernd zu. Manesquier versucht vergeblich, Milan den Überfall auszureden, bietet ihm sogar Geld an, Milan lehnt ab. Der Morgen des geplanten Bankraubs ist der Tag der Operation. Während Manesquier operiert wird, stellt sich heraus, dass die beiden Kumpel einen Deal mit der Polizei haben, um Milan zu stellen. Bei einem Fluchtversuch wird Milan von Polizisten, die vor der Bank auf der Lauer liegen, erschossen. Zur gleichen Zeit erleidet Manesquier einen Herzstillstand und stirbt auf dem Operationstisch.

## Produktion

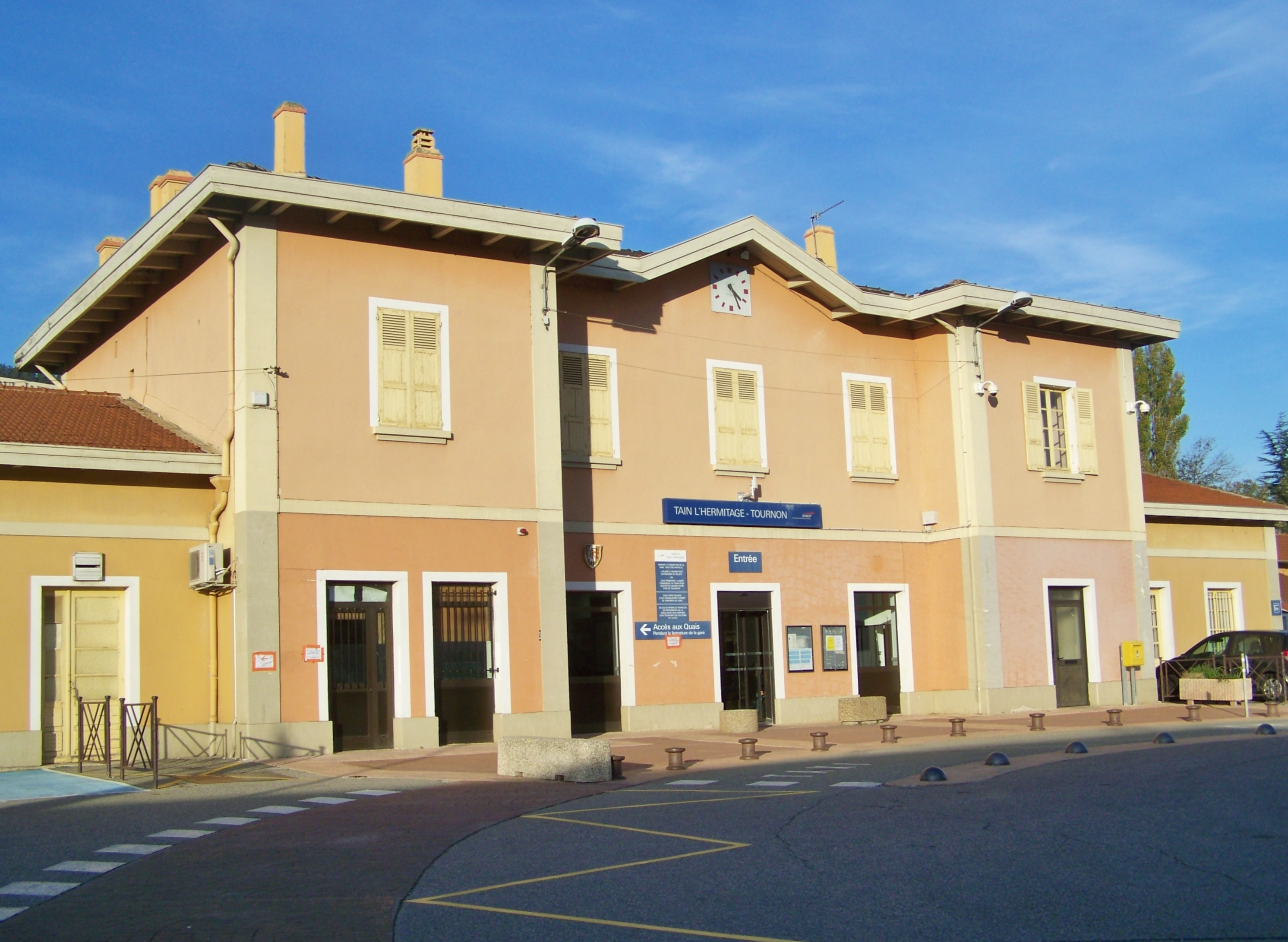
Der Bahnhof
Tain-l’Hermitage

Drehort der Eingangs- und der Schlusssequenz war der Bahnhof Tain-l’Hermitage auf der Strecke Lyon–Paris, andere Szenen wurden u. a. in Annonay (Ardèche) und im Musée des Beaux-Arts de la Ville de Lyon gedreht. Für Kameramann Jean-Marie Dreujou war es nach American Cuisine (1998) und Die Frau auf der Brücke (1999) die dritte Zusammenarbeit mit Leconte.
Für den Drehbuchautor Claude Klotz war es ebenfalls der dritte gemeinsame Film mit Leconte, mit dem er bereits für Der Mann der Friseuse (1990) und Félix et Lola (2001) die Drehbücher erarbeitet hatte.
Die Filmmusik schrieb Pascal Estève, mit dem Leconte seit 1975 immer wieder zusammengearbeitet hat. Die Gitarre spielt Amaury Filliard, das Impromptu op. posth. 142, Nr. 2. von Franz Schubert spielt Pascal Estève.

## Kritiken
Roger Ebert schreibt über den Film: „[…] zwei Männer in vorgerückten Alter, treffen aufeinander […] aus Zufall verbringen sie Zeit miteinander. Jeder fängt an sich zu wünschen, er könnte das Leben des anderen führen“. Aus dieser simplen Prämisse habe Leconte einen seiner elegantesten Filme geschaffen. „Man findet so selten einen Film über eine Freundschaft unter Männer, nicht verkompliziert durch Sex, Romantik  oder eine der anderen Triebkräfte, die einen Plot vorantreiben. Diese Männer werden Freunde, denke ich, weil jeder den Charakter des anderen erkennt.“

„Kammerspielartig inszenierte Geschichte um die Suche nach Glück und die Sehnsucht nach einem Neuanfang. Der Versuch, zwei archetypische Schauspieler des französischen Kinos gegen den Strich zu inszenieren, gelingt nur begrenzt.“

„Lecontes Das zweite Leben [...] war der erste Film, bei dem Hallyday den Regisseur darum bat, mit ihm arbeiten zu dürfen. Und so lässt ihn Leconte wie einen alten, müden Löwen durch die französische Provinz trotten, spielt mit liebevoller Ironie die tough guy-Klischees seiner Karriere durch, setzt ihn schließlich in Filzpantoffeln, eine Pfeife schmauchend, vor den Kamin eines bourgeoisen Herrenhauses – auch Legenden müssen irgendwann einmal zur Ruhe kommen. ‚Das zweite Leben … war mein erster Film als Schauspieler‘, gestand der 62-Jährige dann doch ganz bescheiden den Cahiers du Cinema.“

## Remake
Auf der Grundlage des Drehbuchs von Claude Klotz drehte die nordirische Regisseurin Mary McGuckian 2011 unter demselben Titel eine Neuverfilmung. Die Hauptrollen waren besetzt mit Donald Sutherland und Larry Mullen, Jr., für den der Film sein Debüt als Filmschauspieler war.

## Auszeichnungen
Das zweite Leben des Monsieur Manesquier gewann auf dem Internationalen Filmfestspielen von Venedig 2002 den Publikumspreis als bester Film; Jean Rochefort gewann den Publikumspreis als bester Schauspieler. Regisseur Patric Leconte war für den Goldenen Löwen nominiert. Hallyday erhielt für seine Rolle den Jean-Gabin-Preis.